# Suga (EP)
Suga è il terzo EP della rapper statunitense Megan Thee Stallion, pubblicato il 6 marzo 2020 dalla 1501 e 300.

## Tracce
1. Ain't Equal – 2:24 (Megan Pete, Martin McCurtis)
2. Savage – 2:35 (Megan Pete, Anthony White, Bobby Session, Jr.)
3. Captain Hook – 2:56 (Megan Pete, Julian Mason)
4. Hit My Phone (feat. Kehlani) – 2:30 (Kehlani Parrish, Nija Charles, Jacob Dutton, Andrew Wansel)
5. B.I.T.C.H. – 3:03 (Megan Pete, McCurtis, Gary Cooper, George Clinton, Jr., William Collins, Tupac Shakur, Douglass Rasheed)
6. Rich – 1:35 (Megan Pete, Tommy Brown)
7. Stop Playing (feat. Gunna) – 2:54 (Megan Pete, Sergio Kitchens, Chad Hugo, Pharrell Williams)
8. Crying in the Car – 3:12 (Megan Pete, Chad Hugo, Pharrell Williams)
9. What I Need – 3:20 (Megan Pete, Timothy Mosley)

## Successo commerciale
Nella Billboard 200 statunitense Suga ha raggiunto la 7ª posizione grazie a 39 000 unità, registrando così un aumento di vendite del 43% rispetto alla settimana precedente.

## Classifiche

### Classifiche settimanali
| Classifica (2020) | Posizione massima |
| ----------------- | ----------------- |
| Canada            | 17                |
| Estonia           | 35                |
| Francia           | 149               |
| Islanda           | 40                |
| Lettonia          | 67                |
| Lituania          | 52                |
| Paesi Bassi       | 55                |
| Stati Uniti       | 7                 |

### Classifiche di fine anno
| Classifica (2020) | Posizione |
| ----------------- | --------- |
| Stati Uniti       | 58        |